# Caenis lactea
Caenis lactea är en dagsländeart som först beskrevs av Hermann Burmeister 1839.  Caenis lactea ingår i släktet Caenis, och familjen slamdagsländor. Arten är reproducerande i Sverige.